# Travunia jandai
Espèce
Travunia jandai est une espèce d'opilions laniatores de la famille des Travuniidae.

## Distribution
Cette espèce est endémique de Croatie. Elle se rencontre sur Mljet à Ropa dans la grotte Spilja pri brdu Grabova glava.

## Description
L'holotype mesure 1,05 mm.

## Systématique et taxinomie
Cette espèce a été décrite par Kratochvíl en 1937.

## Publication originale
- Kratochvíl, 1937 : « Lola insularis nov. gen. nov. spec. (fam. Phalangodidae) a Travunia (?) jandai nov. spec. (fam. Travuniidae), dva noví jeskynní sekáči z jihodalmatinských ostrovů - Lola insularis nov. gen. nov. spec. (fam. Phalangodidae) et Travunia (?) jandai nov. spec. (fam. Travuniidae), deux opilions cavernicoles nouveaux des îles de la Dalmatie méridionale. » Entomologicke Listy - Folia Entomologica, vol. 1, no 1, p. 44–54.